# Aglaia lepiorrhachis
Espèce
Statut de conservation UICN

 VU A1c : Vulnérable
Aglaia lepiorrhachis est une espèce de plantes de la famille des Meliaceae.

## Publication originale
- Botanische Jahrbücher für Systematik, Pflanzengeschichte und Pflanzengeographie 72: 165. 1942.